# Domingo Martínez de la Garza
Domingo Francisco Eligio Martínez de la Garza (Monterrey, Nuevo Reino de León; 3 de diciembre de 1805 - ibídem, 20 de febrero de 1899) fue un abogado y político mexicano que ejerció el cargo de gobernador interino del Estado de Nuevo León y Coahuila en varias ocasiones. Es considerado como el responsable del rompimiento entre Santiago Vidaurri y Benito Juárez.

## Biografía
Nació en Monterrey, Nuevo Reino de León, el 3 de diciembre de 1805, siendo hijo de Nicanor Martínez y de María Josefa de la Garza. Realizó sus estudios en la Ciudad de México y se tituló de abogado en 1836. Ejerció su profesión en su tierra natal y muy pronto se incorporó al gobierno del Estado, donde desempeñó distintos cargos; tuvo una participación destacada como magistrado y presidente del Tribunal Superior de Justicia.
Domingo Martínez ocupó la gubernatura de la entidad interinamente en cuatro ocasiones. La primera, de marzo a abril de 1836, durante el mandato de Juan Nepomuceno de la Garza y Evia; la segunda, de julio a octubre de 1858, mientras el gobernador Santiago Vidaurri comandaba el Ejército del Norte en campaña contra las fuerzas conservadoras. En diciembre de 1859, dado su carácter de presidente del Tribunal Superior de Justicia, asumió el mando de Nuevo León con la consigna de convocar a elecciones para renovar los poderes. Finalmente, entre agosto y noviembre de 1862, cubrió una ausencia del gobernador Vidaurri.
A Domingo Martínez, quien murió en Monterrey el 20 de febrero de 1899, se le atribuye el haber sido artífice del distanciamiento entre Vidaurri y Juárez (que fue definitivo en 1864).